# Eva Scheurer
Eva Scheurer (* 30. September 1958 in Wettingen, Aargau) ist eine Schweizer Schauspielerin.

## Leben
Scheurer trat in verschiedenen Theaterstücken, Fernsehfilmen und Fernsehserien auf. Von 1980 bis 1983 besuchte sie die Schauspielakademie Zürich.   1992 war sie in dem Film Am Ende der Nacht zu sehen. 1994 bis 1995 übernahm sie eine tragende Rolle in der Fernsehserie Doppelter Einsatz. In der Serie Die Strandclique spielte sie von 1999 bis 2002 ebenfalls eine wiederkehrende Rolle.
Von 2008 bis 2011 war sie in der WDR-Serie Die Anrheiner zu sehen, in der sie die Lebensgefährtin von Mathes Krings verkörperte.
Scheurer ist mit dem Schauspieler Rudolf Kowalski verheiratet und lebt mit diesem in Sankt Augustin. Von 2009 bis 2013 spielte sie die Rolle der Hannah Voskort in der Serie Kommissar Stolberg an der Seite ihres Mannes, der dort die Titelrolle spielte.

## Filmografie (Auswahl)
- 1987: Chaos im Gotthard (Film)
- 1992: Am Ende der Nacht (Film)
- 1994: Matchball (Fernsehserie)
- 1994: Tag der Abrechnung – Der Amokläufer von Euskirchen (Fernsehfilm)
- 1994–1995: Doppelter Einsatz (Fernsehserie)
- 1996: Hallo, Onkel Doc! (Fernsehserie, Episode Behindert)
- 1996: Kurklinik Rosenau (Fernsehserie, Herzversagen)
- 1997: Park Hotel Stern (Fernsehserie)
- 1998: Die Lüge (Film)
- 1998: Vickys Alptraum (Film)
- 1998: Die vier Spezialisten (Fernsehserie, Episode Fahrkarte ins Jenseits)
- 1999: SK Kölsch (Fernsehserie, Episode Ohne Rücksicht auf Verluste)
- 1999–2002: Die Strandclique (Fernsehserie)
- 2000: Tatort – Trittbrettfahrer (Fernsehreihe)
- 2001: Küstenwache (Fernsehserie, Episode Abrechnung auf See)
- 2001: Dilemma – zwischen Verrat und Liebe (Film)
- 2002: SK Kölsch (Fernsehserie, Episode Gefallene Engel)
- 2004: Edel & Starck (Fernsehserie, Episode Der Glückspilz)
- 2009–2013: Kommissar Stolberg (Fernsehserie)
- 2013: Die Bergretter (Fernsehserie, Episode Filmriss)

## Hörspiele
- 2009: Felix Huby: Schlössers Geheimnis oder Frauen morden anders – Regie: Robert Schoen (Radio Tatort Nr. 24 – SWR)